# 이주리
이주리(1988년 ~)는 대한민국의 가수다. 2009년 싱글 앨범 [HELLO]로 데뷔했다.

## 방송
- 남자의 자격 (2009)
- 보이스퀸 (2019) - Top24(21위)
- 라스트 싱어 (2020) - Top20(7위)

## 음반
- Hello (2009)
- Band Of 이아시 (2011)
- 아까워 (2016)
- MBN 보이스퀸 ROUND 1 (2019)
- MBN 보이스퀸 ROUND 4-2 (2020)

### 주비스
- 왔어 왔어 제대로 왔어 OST Part.2 (2012)
- 이젠 사랑할래 (2012)
- 너를 향한 마음 (2013)
- 원더풀 마마 OST Part.1 (2013)
- The First Mini Album L.A.D (2013)

### 판타모니
- Fantamony (2019)

## 수상
- 전국청소년가요경연대회 은상 (2006)

## 피처링
- 스틸피엠 - 싫지만 (2012)
- 디헤븐 - 사랑하면 뭐해 (2011)
- 티엔 - 그 놈에 정 때문에 (2011)
- 피노다인 - Music Makes Me High (2010)
- 드라마 '파트너' OST - 약속 (2009)